# Ungern i olympiska sommarspelen 2000
Ungern deltog i de olympiska sommarspelen 2000 med en trupp bestående av 178 deltagare och de tog totalt 17 medaljer.

## Medaljer

### Guld
- Tímea Nagy - Fäktning, värja, individuellt
- Zoltán Kammerer och Botond Storcz - Kanotsport, K-2 500 meter
- Gábor Horváth, Zoltán Kammerer, Ákos Vereckei och Botond Storcz - Kanotsport, K-4 1000 meter
- György Kolonics - Kanotsport, C-1 500 meter
- Ferenc Novák och Imre Pulai - Kanotsport, C-2 500 meter
- Szilveszter Csollány - Gymnastik, ringar
- Ágnes Kovács - Simning, 200 m bröstsim
- Vattenpololandslaget herrar (Tibor Benedek, Péter Biros, Rajmund Fodor, Tamás Kásás, Gergely Kiss, Zoltán Kosz, Tamás Märcz, Tamás Molnár, Barnabás Steinmetz, Zoltán Szécsi, Bulcsú Székely, Zsolt Varga, och Attila Vári)

### Silver
- Gábor Balogh - Modern femkamp
- Katalin Kovács och Szilvia Szabó - Kanotsport, K-2 500 meter
- Rita Kőbán, Katalin Kovács, Erzsébet Viski och Szilvia Szabó - Kanotsport, K-4 500 meter
- Handbollslandslaget damer (Beatrix Balogh, Rita Deli, Ágnes Farkas, Andrea Farkas, Anikó Kántor, Beatrix Kökény, Anita Kulcsár, Dóra Lőwy, Anikó Nagy, Ildikó Pádár, Katalin Pálinger, Krisztina Pigniczki, Bojana Radulovics, Beáta Siti och Tamásné Zsémbery)
- Erzsébet Márkus - Tyngdlyftning, 63-69 kg
- Sándor Bárdosi - Brottning, grekisk-romersk stil 85 kg

### Brons
- Zsolt Erdei - Boxning, medelvikt
- Krisztián Bártfai och Krisztián Veréb - Kanotsport, K-2 1000 meter
- Diána Igaly - Skytte, skeet

## Boxning
Lätt flugvikt
- Pál Lakatos
  - Omgång 1 — Bye
  - Omgång 2 — Förlorade mot Kim Un-Chol från Nordkorea (→ gick inte vidare)

Lätt mellanvikt
- Károly Balzsay
  - Omgång 1 — Bye
  - Omgång 2 — Förlorade mot Pornchai Thongburan från Thailand (→ gick inte vidare)

Mellanvikt
- Zsolt Erdei
  - Omgång 1 — Bye
  - Omgång 2 — Besegrade Vladislav Vizilter från Kirgizistan
  - Kvartsfinal — Besegrade Oleksandr Zubrihin från Ukraina
  - Semifinal — Förlorade mot Gajdarbek Gajdarbekov från Ryssland → Brons

## Cykling
Bana
Damernas sprint
- Szilvia Noemi Szabolcsi
  - Kval — 11.545
  - Åttondelsfinal — Förlorade mot Iryna Yanovych från Ukraina
  - Åttondelsfinal, återkval — Heat 1; 1:a plats
  - Kvartsfinal — Förlorade mot Oxana Grichina från Ryssland
  - Klassificering 5-8 — (→ 5:e plats)

Damernas tempolopp
- Szilvia Noemi Szabolcsi
  - Final — 35.778 (→ 12:e plats)

## Friidrott
Herrarnas 400 meter
- Zsolt Szeglet
  - Omgång 1 — 46.19 (→ gick inte vidare)

Herrarnas 800 meter
- Balazs Koranyi
  - Omgång 1 — 01:46.21
  - Semifinal — 01:47.35 (→ gick inte vidare)

Herrarnas 110 meter häck
- Balazs Kovacs
  - Omgång 1 — 13.83
  - Omgång 2 — 13.78 (→ gick inte vidare)

- Levente Csillag
  - Omgång 1 — 13.66
  - Omgång 2 — 13.75 (→ gick inte vidare)

Herrarnas 400 meter häck
- Tibor Bedi
  - Omgång 1 — 51.54 (→ gick inte vidare)

Herrarnas 4 x 100 meter stafett
- Laszlo Babaly, Miklos Gyulai, Viktor Kovacs, and Geza Pauer
  - Omgång 1 — 39.52 (gick inte vidare)

Herrarnas 4 x 400 meter stafett
- Tibor Bedi, Zeteny Dombi, Attila Kilvinger, and Zsolt Szeglet
  - Omgång 1 — 03:06.50 (→ gick inte vidare)

Herrarnas kulstötning
- Szilard Kiss
  - Kval — 18.95 (→ gick inte vidare)

Herrarnas diskuskastning
- Robert Fazekas
  - Kval — 61.76 (→ gick inte vidare)

- Gabor Mate
  - Kval — 60.86 (→ gick inte vidare)

- Zoltán Kővágó
  - Kval — NM (→ gick inte vidare)

Herrarnas släggkastning
- Tibor Gecsek
  - Kval — 77.33
  - Final — 77.70 (→ 7:e plats)

- Zsolt Nemeth
  - Kval — 73.95 (→ gick inte vidare)

- Adrián Annus
  - Kval — 75.41 (→ gick inte vidare)

Herrarnas tresteg
- Zsolt Czingler
  - Kval — 16.52 (→ gick inte vidare)

Herrarnas 20 kilometer gång
- Sándor Urbanik
  - Final — 0:01:26 (→ 29:e plats)

- Gyula Dudás
  - Final — 1:28:34 (→ 37:e plats)

Herrarnas 50 kilometer gång
- Gyula Dudás
  - Final — 4:17:55 (→ 37:e plats)

- Zoltán Czukor
  - Final — DSQ

Herrarnas tiokamp
- Attila Zsivoczky
  - 100 m — 11.10
  - Längd — 7.00
  - Kula — 14.96
  - Höjd — 2.06
  - 400 m — 48.61
  - 100 m häck — 15.27
  - Diskus — 47.43
  - Stav — 4.80
  - Spjut — 65.87
  - 1,500 m — 04:23.37
  - Poäng — 8277.00 (→ 8:e plats)

- Zsolt Kürtösi
  - 100 m — 11.00
  - Längd — 7.19
  - Kula — 15.13
  - Höjd — 2.00
  - 400 m — 48.81
  - 100 m häck — 14.15
  - Diskus — 46.62
  - Stav — 4.80
  - Spjut — 57.16
  - 1,500 m — 04:43.39
  - Poäng — 8149.00 (→ 11:e plats)

Damernas 400 meter
- Barbara Petrahn
  - Omgång 1 — 52.86
  - Omgång 2 — 52.72 (→ gick inte vidare)

Damernas 10 000 meter
- Anikó Kálovics
  - Kval 1 — 33:20.40 (→ gick inte vidare)

Damernas spjutkastning
- Nikolett Szabo
  - Kval — 58.86 (→ gick inte vidare)

Damernas släggkastning
- Katalin Divós
  - Kval — 62.74 (→ gick inte vidare)

Damernas längdhopp
- Tünde Vaszi
  - Kval — 6.70
  - Final — 6.59 (→ 8:e plats)

- Zita Ajkler
  - Kval — 6.36 (→ gick inte vidare)

Damernas höjdhopp
- Dóra Györffy
  - Kval — 1.89 (→ gick inte vidare)

Damernas stavhopp
- Zsuzsanna Szabó
  - Kval — NM (→ gick inte vidare)

- Katalin Donath
  - Kval — NM (→ gick inte vidare)

Damernas 20 kilometer gång
- Mária Urbanik
  - Final — 1:34:45 (→ 18:e plats)

- Anikó Szebenszky
  - Final — 1:36:46 (→ 29:e plats)

Damernas maraton
- Judit Földing-Nagy
  - Final — 2:30:54 (→ 17:e plats)

Damernas sjukamp
- Rita Ináncsi
  - 100 m häck — 15.11
  - Höjd — 1.69
  - Kula — DNS
  - 200 m — DNS

## Fäktning
Herrarnas florett
- Márk Marsi

Herrarnas värja
- Attila Fekete
- Iván Kovács

Herrarnas värja, lag
- Attila Fekete, Márk Marsi, Iván Kovács

Herrarnas sabel
- Domonkos Ferjancsik
- Csaba Köves
- Zsolt Nemcsik

Herrarnas sabel, lag
- Zsolt Nemcsik, Csaba Köves, Domonkos Ferjancsik, Péter Takács

Damernas florett
- Aida Mohamed
- Edina Knapek
- Gabriella Lantos

Damernas florett, lag
- Edina Knapek, Gabriella Lantos, Aida Mohamed

Damernas värja
- Tímea Nagy
- Ildikó Nébaldné Mincza
- Gyöngyi Szalay-Horváth

Damernas värja, lag
- Tímea Nagy, Ildikó Nébaldné Mincza, Gyöngyi Szalay-Horváth

## Handboll
Damer
Gruppspel
| Lag       | Pld | W | D | L | GF  | GA  | GD  | Poäng |
| --------- | --- | - | - | - | --- | --- | --- | ----- |
| Sydkorea  | 4   | 4 | 0 | 0 | 131 | 100 | +31 | 8     |
| Ungern    | 4   | 2 | 1 | 1 | 119 | 106 | +13 | 5     |
| Frankrike | 4   | 2 | 0 | 2 | 90  | 93  | -3  | 4     |
| Rumänien  | 4   | 1 | 1 | 2 | 99  | 101 | -2  | 3     |
| Angola    | 4   | 0 | 0 | 4 | 98  | 137 | -39 | 0     |

Slutspel
|  | Kvartsfinaler | Kvartsfinaler |          |       | Semifinaler | Semifinaler |  |  | Final | Final |
|  |               |               |          |       |             |             |  |  |       |       |
|  |               |               |          |       |             |             |  |  |       |       |
|  |               |               |          |       |             |             |  |  |       |       |
|  | Sydkorea      | 35            |          |       |             |             |  |  |       |       |
|  | Sydkorea      | 35            |          |       |             |             |  |  |       |       |
|  | Brasilien     | 24            |          |       |             |             |  |  |       |       |
|  | Brasilien     | 24            | Sydkorea | 29    |             |             |  |  |       |       |
|  |               |               | Sydkorea | 29    |             |             |  |  |       |       |
|  |               | Danmark       | 31       |       |             |             |  |  |       |       |
|  | Frankrike     | Danmark       | 31       | 26    |             |             |  |  |       |       |
|  | Frankrike     |               |          | 26    |             |             |  |  |       |       |
|  | Danmark       | 28            |          |       |             |             |  |  |       |       |
|  | Danmark       | 28            | Danmark  | 31    |             |             |  |  |       |       |
|  |               |               | Danmark  | 31    |             |             |  |  |       |       |
|  |               | Ungern        | 27       |       |             |             |  |  |       |       |
|  | Österrike     | Ungern        | 27       | 27    |             |             |  |  |       |       |
|  | Österrike     |               |          | 27    |             |             |  |  |       |       |
|  | Ungern        | 28            |          |       |             |             |  |  |       |       |
|  | Ungern        | 28            | Ungern   | 28    | Bronsmatch  | Bronsmatch  |  |  |       |       |
|  |               |               | Ungern   | 28    | Bronsmatch  | Bronsmatch  |  |  |       |       |
|  |               | Norge         | 23       |       |             |             |  |  |       |       |
|  | Norge         | Norge         | 23       | 28    | Sydkorea    | 21          |  |  |       |       |
|  | Norge         |               |          | 28    | Sydkorea    | 21          |  |  |       |       |
|  | Rumänien      | 16            |          | Norge | 22          |             |  |  |       |       |
|  | Rumänien      | 16            |          |       | 22          |             |  |  |       |       |
|  |               |               |          |       |             |             |  |  |       |       |
|  |               |               |          |       |             |             |  |  |       |       |

## Kanotsport
Sprint
Herrar
Herrarnas K-1 500 m
- Ákos Vereckei
  - Kvalheat — 01:42.089
  - Semifinal — 01:39.574
  - Final — 02:00.145 (→ 4:e plats)

Herrarnas K-1 1000 m
- Roland Kökény
  - Kvalheat — 03:38.066
  - Semifinal — 03:39.455 (→ gick inte vidare)

Herrarnas K-2 500 m
- Zoltan Kammerer och Botond Storcz
  - Kvalheat — 01:31.144
  - Semifinal — Bye
  - Final — 01:47.055 (→  Guld)

Herrarnas K-2 1000 m
- Krisztián Bártfai och Krisztian Vereb
  - Kvalheat — 03:13.677
  - Semifinal — Bye
  - Final — 03:16.357 (→  Brons)

Herrarnas K-4 1000 m
- Gabor Horvath, Zoltan Kammerer, Botond Storcz och Ákos Vereckei
  - Kvalheat — 02:58.096
  - Semifinal — Bye
  - Final — 02:55.188 (→  Guld)

Herrarnas C-1 500 m
- Gyorgy Kolonics
  - Kvalheat — 01:51.492
  - Semifinal — Bye
  - Final — 02:24.813 (→  Guld)

Herrarnas C-1 1000 m
- Gyorgy Zala
  - Kvalheat — 04:00.754
  - Semifinal — 04:03.226 (→ gick inte vidare)

Herrarnas C-2 500 m
- Imre Pulai och Ferenc Novák
  - Kvalheat — 01:42.816
  - Semifinal — Bye
  - Final — 01:51.284 (→  Guld)

Herrarnas C-2 1000 m
- Imre Pulai och Ferenc Novák
  - Kvalheat — 03:38.492
  - Semifinal — Bye
  - Final — 03:43.103 (→ 5:e plats)

Damer
Damernas K-1 500 m
- Rita Kőbán
  - Kvalheat — 01:50.777
  - Semifinal — Bye
  - Final — 02:19.668 (→ 6:e plats)

Damernas K-2 500 m
- Katalin Kovács, Szilvia Szabó
  - Kvalheat — 01:42.298
  - Semifinal — Bye
  - Final — 01:58.580 (→  Silver)

Damernas K-4 500 m
- Rita Kőbán, Katalin Kovács, Szilvia Szabó, Erzsébet Viski
  - Kvalheat — 01:33.312
  - Semifinal — Bye
  - Final — 01:34.946 (→  Silver)

## Modern femkamp
Herrar
- Gabor Balogh — 5353 poäng (→  Silver)
- Peter Sarfalvi — 4971 poäng (→ 17:e plats)

Damer
- Zsuzsanna Vörös — 4866 poäng (→ 15:e plats)
- Nora Simoka — 3042 poäng (→ 23:e plats)

## Segling
Mistral
- Aron Gadorfalvi
  - Lopp 1 — (24)
  - Lopp 2 — 19
  - Lopp 3 — 19
  - Lopp 4 — 23
  - Lopp 5 — 21
  - Lopp 6 — 23
  - Lopp 7 — 21
  - Lopp 8 — 17
  - Lopp 9 — 14
  - Lopp 10 — (37) OCS
  - Lopp 11 — 20
  - Final — 177 (24:e plats)

Finnjolle
- Balazs Hajdu
  - Lopp 1 — (26) DSQ
  - Lopp 2 — 6
  - Lopp 3 — 16
  - Lopp 4 — 16
  - Lopp 5 — 3
  - Lopp 6 — 5
  - Lopp 7 — (26) DNF
  - Lopp 8 — 8
  - Lopp 9 — 22
  - Lopp 10 — 10
  - Lopp 11 — 16
  - Final — 102 (15:e plats)

470
- Marcell S. Goszleth och Adam C. Szorenyi
  - Lopp 1 — (30) OCS
  - Lopp 2 — 20
  - Lopp 3 — 19
  - Lopp 4 — 18
  - Lopp 5 — 25
  - Lopp 6 — 24
  - Lopp 7 — 26
  - Lopp 8 — 17
  - Lopp 9 — (29)
  - Lopp 10 — 28
  - Lopp 11 — 27
  - Final — 204 (29:e plats)

Laser
- Tamas Eszes
  - Lopp 1 — 5
  - Lopp 2 — (26)
  - Lopp 3 — 9
  - Lopp 4 — 13
  - Lopp 5 — (44) DSQ
  - Lopp 6 — 14
  - Lopp 7 — 16
  - Lopp 8 — 26
  - Lopp 9 — 5
  - Lopp 10 — 26
  - Lopp 11 — 13
  - Final — 127 (18:e plats)

Mistral
- Luca Gadorfalvi
  - Lopp 1 — 23
  - Lopp 2 — (26)
  - Lopp 3 — 24
  - Lopp 4 — 24
  - Lopp 5 — (28)
  - Lopp 6 — 21
  - Lopp 7 — 25
  - Lopp 8 — 21
  - Lopp 9 — 15
  - Lopp 10 — 23
  - Lopp 11 — 25
  - Final — 201 (25:e plats)

## Simhopp
Herrarnas 3 m
- Imre Lengyel
  - Kval — 382,98
  - Semifinal — 222,60 — 605,58
  - Final — 390,87 — 613,47 (→ 11:e plats)

Herrarnas 10 m
- Andras Hajinal
  - Kval — 316,14 (→ gick inte vidare, 34:e plats)

Damernas 3 m
- Orsolya Pintér
  - Kval — 239,64 (→ gick inte vidare, 25:e plats)

## Tennis
Herrsingel
- Attila Sávolt
  - Första omgången — Förlorade mot Paradorn Srichaphan (THA), 2-6 6-4 5-7

Damsingel
- Rita Kuti-Kis
  - Första omgången — Förlorade mot Amanda Coetzer (RSA), 1-6 1-6

- Petra Mandula
  - Första omgången — Förlorade mot Conchita Martínez (ESP), 1-6 0-6

- Katalin Marosi
  - Första omgången — Förlorade mot Monica Seles (USA), 0-6 1-6

## Triathlon
Herrarnas triathlon
- Csaba Kuttor — 1:51:05,74 (→ 30:e plats)

Damernas triathlon
- Nora Edocseny — 2:05:20,03 (→ 19:e plats)
- Erika Molnar — 2:05:39,50 (→ 23:e plats)
- Aniko Gog — 2:14:50,55 (→ 39:e plats)